# Weinert (Texas)
Weinert es una ciudad ubicada en el condado de Haskell en el estado estadounidense de Texas. En el Censo de 2010 tenía una población de 172 habitantes y una densidad poblacional de 137,49 personas por km².

## Geografía
Weinert se encuentra ubicada en las coordenadas 33°19′24″N 99°40′25″O / 33.32333, -99.67361. Según la Oficina del Censo de los Estados Unidos, Weinert tiene una superficie total de 1.25 km², de la cual 1.25 km² corresponden a tierra firme y (0%) 0 km² es agua.

## Demografía
Según el censo de 2010, había 172 personas residiendo en Weinert. La densidad de población era de 137,49 hab./km². De los 172 habitantes, Weinert estaba compuesto por el 91.86% blancos, el 0% eran afroamericanos, el 0% eran amerindios, el 0% eran asiáticos, el 0% eran isleños del Pacífico, el 6.4% eran de otras razas y el 1.74% pertenecían a dos o más razas. Del total de la población el 25.58% eran hispanos o latinos de cualquier raza.